# 43. Infanterie-Brigade (Deutsches Kaiserreich)
Die 43. Infanterie-Brigade war ein von 1866 bis 1919 bestehender Großverband der Preußischen Armee.

## Geschichte
Die Brigade wurde nach dem Deutschen Krieg am 11. Oktober 1866 in Kassel aufgestellt. Ihr waren zunächst das 4. Rheinische Infanterie-Regiment Nr. 30, ein Regiment des Bundeskontingents sowie die Landwehr-Bataillone Kassel und Rotenburg unterstellt. Gemeinsam mit der 44. Infanterie- und der 22. Kavallerie-Brigade bildete sie die 22. Division des XI. Armee-Korps.
An Stelle der beiden Landwehr-Bataillone traten 1868 die Landwehr-Regimenter Nr. 83 und 95. Im gleichen Jahr schied das 4. Rheinische Infanterie-Regiment Nr. 30 aus dem Brigadeverbund und wurde durch das 2. Thüringische Infanterie-Regiment Nr. 32 ersetzt. Nach dem Deutsch-Französischen Krieg wechselte dieser Verband zur 44. Infanterie-Brigade und erhielt von dort das 3. Hessische Infanterie-Regiment Nr. 83. Eine letzte Formationsveränderung vor dem Ersten Weltkrieg trat 1897 ein, als das 6. Thüringische Infanterie-Regiment Nr. 95 durch das 2. Kurhessische Infanterie-Regiment Nr. 82 ersetzt wurde.

### Deutsch-Französischer Krieg
Im Krieg gegen Frankreich nahm die Brigade an den Schlachten bei Wörth und Sedan sowie vom 19. September bis zum 6. Oktober 1870 an der Einschließung von Paris teil. Daran schlossen sich Kämpfe bei Artenay, Orléans, Châteaudun, Chartres, Courville-sur-Eure und Châteauneuf-en-Thymerais an. Am 2. Dezember 1870 war die Brigade in die Schlacht bei Loigny und Poupry und anschließend in die Schlacht von Orléans und Beaugency eingebunden. Nach dem Gefecht bei La Fourche nahm der Großverband vom 10. bis zum 12. Januar 1871 an der Schlacht bei Le Mans teil, der sich bis zum 15. Januar 1871 noch Kämpfe bei Ballon, Beaumont-sur-Sarthe und Alençon anschlossen.

### Erster Weltkrieg
Mit Kriegsbeginn rückte die Brigade im Verbund mit der 22. Infanterie-Division in das neutrale Belgien ein und beteiligte sich an der Eroberung der strategisch wichtigen Festung Namur. Im Anschluss daran wurde die Einheit nach Ostpreußen verlegt und nahm hier während der Schlacht an den Masurischen Seen an den Abwehrkämpfen gegen die Russische Armee teil. In der Folge war die Brigade an der Ostfront in die Schlachten bei Opatów, Iwangorod, Kutno, Łódź eingebunden. Am 13. Mai 1915 wurde der Großverband um das 
1. Ober-Elsässische Infanterie-Regiment Nr. 167 verstärkt. Somit formierte sich die Brigade bis Kriegsende zu drei Infanterieregimentern.

### Kommandeure
| Dienstgrad          | Name                             | Datum                                                          |
| ------------------- | -------------------------------- | -------------------------------------------------------------- |
| Generalmajor        | Leonhard von Selchow             | 30. Oktober 1866                                               |
| Oberst              | Hermann von Kontzki              | 18. Juli bis 2. Dezember 1870 (mit der Führung beauftragt)     |
| Oberst/Generalmajor | Karl von Roehl                   | 10. Dezember 1873 bis 1. Januar 1876                           |
| Generalmajor        | Adolf von Hertzberg              | 04. Januar 1876 bis 17. Januar 1878                            |
| Generalmajor        | Ferdinand von Sannow             | 18. Januar 1878 bis 13. Januar 1879                            |
| Generalmajor        | Heinrich von Olszweski           | 14. Januar 1879 bis 11. März 1881                              |
| Generalmajor        | Arwed Fischer                    | 12. März 1881 bis 14. Oktober 1885                             |
| Oberst              | Reinhard von Baczko              | 15. Oktober bis 11. November 1885 (mit der Führung beauftragt) |
| Generalmajor        | Reinhard von Baczko              | 12. November 1885 bis 13. Februar 1888                         |
| Generalmajor        | Oskar von Collas                 | 14. Februar bis 18. September 1888                             |
| Generalmajor        | Hugo Seyfried                    | 19. September 1888 bis 13. Februar 1891                        |
| Oberst              | Heinrich von Goßler              | 14. Februar bis 15. Mai 1891 (mit der Führung beauftragt)      |
| Generalmajor        | Heinrich von Goßler              | 16. Mai bis 19. Oktober 1891                                   |
| Generalmajor        | Karl von Schmidt                 | 20. Oktober 1891 bis 21. März 1895                             |
| Generalmajor        | Franz von Pfuhlstein             | 22. März 1895 bis 19. Juli 1897                                |
| Generalmajor        | Friedrich de la Motte-Fouque     | 20. Juli 1897 bis 19. Juli 1898                                |
| Generalmajor        | Karl von Barton gen. von Stedman | 20. Juli 1898 bis 4. August 1899                               |
| Generalmajor        | Karl von Hochwächter             | 16. August 1899 bis 1. März 1903                               |
| Oberst              | Otto Crelinger                   | 02. bis 21. März 1903 (mit der Führung beauftragt)             |
| Generalmajor        | Otto Crelinger                   | 22. März 1903 bis 9. April 1906                                |
| Generalmajor        | August Mathy                     | 10. April 1906 bis 23. März 1909                               |
| Generalmajor        | Otto von Below                   | 24. März 1909 bis 1. April 1912                                |
| Oberst              | Hans von Leyser                  | 02. April bis 1. Mai 1912 (mit der Führung beauftragt)         |
| Generalmajor        | Hans von Leyser                  | 02. Mai 1912 bis 3. Juli 1914                                  |
| Generalmajor        | Walter von Hülsen                | 04. Juli 1914 bis 30. Juli 1916                                |
| Oberst              | Ernst von Sachsen-Meiningen      | 31. Juli 1916 bis 31. Oktober 1917                             |
| Generalmajor        | Hans von Wolff                   | 02. November 1917 bis 24. Februar 1918                         |
| Oberst              | Hans von Feldmann                | 25. Februar bis 24. Oktober 1918                               |
| Oberst              | Wilhelm Dietze                   | 25. Oktober 1918                                               |
| Generalmajor        | Georg von Wodtke                 | 05. Februar bis 14. Dezember 1919                              |